# Održivi razvoj Hrvatske – ORaH
Održivi razvoj Hrvatske (ORaH) politička je stranka u Hrvatskoj čije su temeljne odrednice zelena politika, progresivizam i proeuropejstvo. Ideološki pripada lijevome centru. Stranku je 29. listopada 2013. osnovala Mirela Holy.
Nakon naglog porasta rejtinga 2014., stranka je krahirala i na parlamentarnim izborima 2015. nije uspjela ući u Sabor, a potom ju je osnivačica, Mirela Holy, napustila. Od tada stranka ne uspijeva u svojim političkim ambicijama. 2020. godine promijenila je ime u Zelena alternativa – ORaH.[nedostaje izvor]

## Povijest

### Osnivanje
Stranka je osnovana 29. listopada 2013. i zauzima političku poziciju lijevog centra. U svom gospodarskom programu zalaže se se za socijalno-ekološki tržišni model u kojem država mjerama državnog intervencionizma određuje strategiju gospodarskog razvoja i sektorske strategije te kao regulator nadzire provedbu pravedne tržišne utakmice između investitora koji realiziraju pojedinačne projekte iz planova i strategija. Stranka se također zalaže i za osnivanje zadruga samoupravljača u Hrvatskoj.

### Nagli rast i vrhunac stranke (veljača 2014. - prosinac 2014.)
U 2014. godini stranka doživljava nagli porast, čiji je vrhunac dosegnut u drugoj polovici iste godine, kada je stranka u rujnu i studenom 2014. po rejtingu prestigla SDP, koji je naglo izgubio potporu i koji je od ožujka 2014. do lipnja 2015. imao manju potporu od HDZ-a, s time da je najbolji rezultat od čak 18.5% stranka ORaH ostvarila u studenom 2014. Samo je HDZ u tom trenutku imao više od ORaH-a.

### Naglo nazadovanje stranke (prosinac 2014. - travanj 2016.)
Od prosinca 2014. je rejting stranke počeo padati. Prvi razlog takvom padu je bila povećana polarizacija javnosti na lijeve i desne. Drugi, i vjerojatno najzaslužniji razlog jest to što je stranka podržala Ivu Josipovića kao kandidata za predsjednika Hrvatske, čime se u očima mnogih ljudi stvorila percepcija da je ORaH satelitska stranka SDP. Osim toga, pojavile su se i nove stranke, poput Živog zida, kojemu je tada skočila popularnost, a i SDP je sebi počeo privlačiti birače ORaH-a. 
Prije parlamentarnih izbora 2015. rejting stranke pao je ispod 5%. Ugled stranke prije izbora je pokvario i raskol u svibnju 2015., kada su vodeći ljudi dali ostavke i napustili stranku nezadovoljni općom situacijom u njoj, kao i premoći jedne osobe u njoj (Mirela Holy).Još su, na sve to, i bivši članovi ORaH-a pozvali na bojkot istoga, nazvavši glasanje za tu stranku "osipanjem glasova".Sve je to skupa dovelo do debakla na parlamentarnim izborima 2015., gdje stranka nije uopće ušla u Hrvatski sabor. Mirela Holy je potom najavila da će dati ostavku i ne se ponovno kandidirati za predsjednika. Prva Crobarometar anketa nakon izbora u studenom 2015. je pokazala da ORaH ima samo 1.2% potpore, što znači da je stranka doživjela krah. Stranka od siječnja 2016. pa nadalje ima manje od 1% potpore. 
Nakon loših rezultata na parlamentarnim izborima, Mirela Holy, osnivačica stranke, objavila je krajem travnja 2016. da je dva mjeseca ranije iz svojih razloga napustila stranku. Ovime je krah ORaH-a dovršen, a rejting je spao na samo 0.6%.

### Nakon nazadovanja (travanj 2016. - danas)
Premda je doživjela krag, stranka je nastavila postojati, ali kao blijeda sijena onog što je bila na vrhuncu 2014.
Od siječnja 2019., predsjednik stranke je bio Zorislav Antun Petrović. Predstavnik stranke u Europskom parlamentu je tada bio Davor Škrlec.
Mirela Holy, osnivačica ORaH-a, vratila se u SDP 2019. godine.
Za parlamentarne izbore 2020. stranka je ušla u Zeleno-lijevu koaliciju, uz stranke Možemo!, Zagreb je NAŠ!, Za grad, Nova ljevica i Radnička fronta (kasnije izašla). Nije osvojila niti jedan mandat u Saboru, ali je ostala u Zeleno-lijevoj koaliciji.
15. studenog 2020. je priopćeno da stranka svome imenu dodaje "Zelena alternativa", da bolje istaknu svoju zelenu orijentaciju, te da je novi naziv stranke Zelena alternativa - ORaH.

## Vanjske poveznice
- službeno mrežno mjesto ORaH-a